# Giulia Steingruber
Giulia Steingruber (* 24. März 1994 in St. Gallen) ist eine ehemalige Schweizer Kunstturnerin. Ihr grösster Erfolg war der Gewinn der Bronzemedaille am Sprung an den Olympischen Spielen 2016 in Rio de Janeiro.

## Werdegang
Giulia Steingruber wurde 2011 sowohl in allen Einzeldisziplinen, Sprung, Boden, Schwebebalken und Stufenbarren, als auch im Mehrkampf Schweizer Meisterin. In ihrer Paradedisziplin Sprung holte sie bei den Europameisterschaften 2012 in Brüssel Bronze. Bei den Olympischen Sommerspielen 2012 in London war Steingruber die jüngste Schweizer Teilnehmerin. Sie qualifizierte sich für den Mehrkampffinal, bei dem sie 14. wurde; den Sprungfinal verpasste sie wegen eines Sturzes knapp.
2013 gewann sie bei den Europameisterschaften in Moskau Gold am Sprung. Sie ist damit nach Ariella Kaeslin (EM-Gold im Sprung 2009) die zweite Schweizer Turn-Europameisterin. In Moskau wurde sie zudem Vierte im Mehrkampf. Im Juni 2013 gewann sie den Mehrkampf beim Eidgenössischen Turnfest in Biel/Bienne. Bei den Weltmeisterschaften in Antwerpen erreichte sie die Plätze 4 am Sprung, 5 am Boden und 7 im Mehrkampf. Sie hatte sich damit in der Weltelite etabliert. Im Dezember 2013 wurde sie zur Schweizer Sportlerin des Jahres gewählt.
Auch 2014 war ein erfolgreiches Jahr. Steingruber verteidigte ihren Europameistertitel am Sprung und gewann Bronze am Boden. An den Weltmeisterschaften wurde sie Fünfte am Sprung. Sie qualifizierte sich ausserdem für den Mehrkampffinal, den sie an 15. Stelle abschloss.
2015 gewann sie bei den Turn-Europameisterschaften in Montpellier als erste Schweizerin die Goldmedaille im Mehrkampf. Ausserdem holte sie sich die Silbermedaille am Sprung und die Bronzemedaille am Boden. Im Juni nahm sie an den Europaspielen in Baku teil, wo sie insgesamt vier Medaillen gewann: Gold am Sprung und am Boden, Silber im Einzelmehrkampf und Bronze am Schwebebalken. An den Weltmeisterschaften in Glasgow erreichte sie in der Qualifikation für den Einzelmehrkampf den zweiten Platz hinter Simone Biles, im Final wurde sie gegen eine verbesserte Konkurrenz Fünfte. Beim Final an ihrem Paradegerät, dem Sprung, stürzte sie beim zweiten Sprung und verletzte sich am Knie. Sie wurde als Siebte im Sprungfinal klassiert, musste daraufhin jedoch die Weltmeisterschaft und die Saison vorzeitig abbrechen.
Nach einer kurzen Verletzungspause konnte Steingruber 2016 rasch wieder an ihre früheren Leistungen anknüpfen. Bei den Heim-EM in Bern wurde sie zweifache Europameisterin (am Sprung und am Boden) und erreichte Platz 6 im Stufenbarren-Final.

### Olympische Sommerspiele 2016
Für die Eröffnungsfeier der Olympischen Sommerspiele 2016 in Rio de Janeiro wurde Steingruber als Fahnenträgerin der Schweizer Olympiamannschaft ausgewählt. Sie gewann bei den Spielen die Bronzemedaille am Sprung. Sie ist damit die erste Schweizer Kunstturnerin, die jemals eine Olympiamedaille gewonnen hat. Sie qualifizierte sich auch für den Mehrkampffinal, den sie als Zehnte abschloss, und den Bodenfinal, in dem sie nach einem Sturz Achte wurde. Später wurde bekannt, dass sie sich vermutlich bei ihren Stürzen im Bodenfinal am Fuss verletzt hatte. Sie erlitt einen Teilabriss des Aussenbandes sowie Knochenabsplitterungen im Sprunggelenk.
Zunächst plante sie, trotzdem noch am Swiss Cup im November teilzunehmen. Da die Verletzung das Training zu sehr behinderte, entschloss sie sich schliesslich, die Saison abzubrechen. Sie gab bekannt, dass sie sich im Januar 2017 einer Operation unterziehen werde. Ausserdem teilte sie ihren Verzicht auf die Europameisterschaften im April 2017 mit. Im November endete zudem das Engagement ihres Trainers Zoltan Jordanov beim Schweizerischen Turnverband (STV). Mit ihm hatte sie seit Beginn ihrer Karriere zusammengearbeitet.
Am 2. September 2017 gab sie an den Schweizermeisterschaften in Morges nach einer über einjährigen Verletzungspause ihr erfolgreiches Comeback. Sie wurde Schweizermeisterin im Mehrkampf. Bei ihrer achten Teilnahme holte sie sich den siebten Titel in Folge und überholte damit Romi Kessler, die zwischen 1978 und 1983 sechs Mal in Serie triumphiert hatte.

Auch der erste Auftritt auf der internationalen Bühne glückte: Bei den Weltmeisterschaften in Montreal gewann sie die Bronzemedaille am Sprung. Im Mehrkampf wurde sie überraschend Siebte. Sie erreichte damit das zweitbeste Ergebnis ihrer Karriere nach dem fünften Rang von 2015.
Bei der Vorbereitung auf die Europameisterschaften 2018 verletzte sich Steingruber beim Drei-Länder-Kampf in St. Etienne Anfang Juli während einer Bodenübung: Sie erlitt einen Kreuzbandriss und fiel für den Rest der Saison aus. Ihr Wettkampf-Comeback gab sie erst am 7. September 2019 bei den Schweizermeisterschaften in Romont. Sie gewann dabei den Titel im Mehrkampf. Im Oktober nahm sie an den Weltmeisterschaften in Stuttgart teil. Trotz wenig Vorbereitungszeit erreichte sie den Mehrkampffinal, den sie als 18. abschloss. Nach drei Geräten lag sie gar auf Rang 9, am Stufenbarren konnte sie jedoch nicht mit der Weltspitze mithalten. Den Sprungfinal verpasste sie als 9. nur knapp.
Im Jahr 2020 wurden aufgrund der Covid-19-Pandemie fast alle Wettkämpfe abgesagt, unter anderem die Olympischen Spiele und die Schweizer Meisterschaften. An den Europameisterschaften im Dezember im türkischen Mersin nahmen keine Schweizer Teilnehmer teil, weil sich das gesamte Kader in Quarantäne befand. Steingruber gab in einem Interview zu, während der erzwungenen Pause ernsthaft darüber nachgedacht zu haben, ihre Karriere zu beenden. Sie habe sich aber schliesslich doch dazu entschlossen, bis zu den Olympischen Spielen 2021 in Tokio weiterzumachen.
Ende April 2021 nahm Steingruber nach eineinhalb Jahren an den Turn-Europameisterschaften 2021 in Basel erstmals wieder an einem Wettkampf teil. Sie qualifizierte sich für den Mehrkampf-, Sprung- und Bodenfinal. Aufgrund eines Muskelfaserrisses im Oberschenkel verzichtete sie auf den Mehrkampffinal. Im Sprungfinal konnte sie sowohl den Tschussowitina als auch den Jurtschenko mit einer Doppelschraube sicher stehen und gewann überlegen die Goldmedaille. Auf den Bodenfinal verzichtete sie am Tag darauf, um im Hinblick auf die Olympischen Spiele keine Verschlimmerung der Verletzung zu riskieren.
Bei den Olympischen Spielen in Tokio konnte sich Steingruber für den Mehrkampffinal, aber für keinen Gerätefinal qualifizieren. In der Qualifikation für den Sprungfinal wurde sie 9. mit nur 0,05 Punkten Rückstand auf den 8. Platz, der für die Qualifikation gereicht hätte. Dabei hatte sie ihre beiden Sprünge eigentlich gut absolviert und 14,566 Punkte erreicht. Im Mehrkampffinal zeigte Steingruber einen guten Wettkampf und wurde 15., nachdem sie in der Qualifikation den 23. Platz erreicht hatte. Nach drei Geräten hatte sie sogar noch auf Rang 7 gelegen. Am 1. Oktober gab sie schliesslich ihren Rücktritt vom Spitzensport bekannt.
Am 19. Oktober wurde bekannt gegeben, dass Steingruber gemeinsam mit Wendy Martin als Assistenztrainerin bis Ende 2021 den interimistischen Cheftrainer Anthony Retrosi bei der Betreuung der Schweizer Nationalmannschaft der Frauen unterstützen wird.

## Karrierebilanz
Steingruber hat in ihrer von 2013 bis 2022 dauernden Karriere je eine Bronzemedaille an Olympischen Spielen und Weltmeisterschaften, 10 Medaillen an Europameisterschaften (davon 6 goldene), 4 Medaillen an den European Games (davon 2 goldene) und 37 Schweizer Meistertitel gewonnen.

## Ehrungen
2013 wurde Steingruber anlässlich der «Swiss Sports Awards» zur Sportlerin des Jahres gewählt.
2017 wurde sie zur Ehrenbürgerin ihrer Heimatgemeinde Gossau ernannt.